# 淡路市立東浦中学校
淡路市立東浦中学校（あわじしりつ ひがしうらちゅうがっこう）は、兵庫県淡路市久留麻にある公立中学校。

## 沿革
- 1966年（昭和41年）4月1日 - 浦、仮屋、釜口の三中学校が統合し東浦町立東浦中学校として新設される。
- 1995年（平成7年）1月17日 - 阪神・淡路大震災により校舎が被害を受け校舎B棟、C棟が解体される。
- 1998年（平成8年）1月20日 - 校舎改築工事が完了する。
- 2005年（平成17年）4月1日 - 津名郡の合併により、淡路市立東浦中学校となる。
- 2016年（平成28年） - 学校創立から50年を迎える。これに伴い創立50周年記念式典が開催された。

## 部活動

### 運動部
- 野球部
- ソフトボール部
- バスケットボール部
- 剣道部
- 男子卓球部

### 文化部
- 吹奏楽部
- 美術部
- 家庭部

## 校区
- 淡路市立学習小学校
- 淡路市立浦小学校

## 出身有名人
- 竹地志帆 - 陸上競技選手
- 近本光司 - プロ野球選手（阪神タイガース）
- 山本大貴 - アマチュア野球選手

## 校区が隣接している学校
- 淡路市立岩屋中学校
- 淡路市立北淡中学校
- 淡路市立津名中学校